# Бентивольо, Аннибале I
Аннибале I Бентивольо (итал. Annibale I Bentivoglio, 1413, Болонья — 24 июня 1445, Болонья) — правитель Болоньи с 1443 по 1445 год.

## Биография
Незаконнорожденный сын Антона Галеаццо Бентивольо, в 1435 году был вынужден покинуть Болонью после убийства его отца по приказу кардинала Джованни да Тревизо. В 1441 году вернулся в Болонью, где правил как абсолютный монарх Никколо Пиччинино, пользовавшийся поддержкой семьи Висконти, которая обеспечивала ему поддержку большинства жителей Болоньи.
В 1441 году герцог Милана Филиппо Мария Висконти устроил брак Аннибале с Донниной Висконти, дочерью Ланчилотто Висконти, который в свою очередь был сыном Бернабо Висконти.
Видя в Аннибале возможную опасность для своей власти, Пиччинино приказал арестовать Бентивольо. 17 октября 1442 Франческо Пиччинино арестовал Аннибале, а также его сподвижников — Гаспаре и Акилле Мальвецци, позднее Аннибале был заключен в замке Варано вблизи Пармы. Оттуда он бежал 3 июня 1443 при помощи Галеаццо Марескотти де Кальви и других своих приверженцев.
Тайно вернулся в Болонью, где в тот самый момент развивался переворот, организованный альянсом богатейших болонских семей, с целью арестовать Пиччинино. Другие источники сообщают, что сам Аннибале возглавил этот переворот: под его командованием болонцы смогли изгнать миланские войска Луиджи Даль Верме, разбив их наголову в битве у Сан Джорджио ди Пиано 14 августа 1443. Пленив Пиччинино, болонцы в 1445 году избрали Аннибале главой Шестнадцати, на деле — правителем города.
Господство Бентивольо спровоцировало новое недовольство других болонских семей. В попытке найти путь к примирению, Аннибале отдал в жены Ромео Пеполи свою сестру Изабеллу, и обещал другую свою сестру, Костанцу, Гаспаре Канетоли, но не добился успеха в мирном разрешении противоречий. 24 июня 1445 Аннибале принял приглашение на обряд крещения сына Франческо Гизильери, вступившего в заговор с Канетоли, и был убит на дороге группой сообщников во главе с Бетоццо Карьетоли. Убийство Аннибале вызвало, однако, отрицательное отношение других семей, члены семей Канетоли и Гизильери были приговорены к смерти или изгнаны из Болоньи.
Поскольку сын Аннибале, Джованни, был слишком мал, чтобы аристократия признала за ним право вступления во власть, был выдвинут знатный горожанин Санте Бентивольо, незаконный сын Эрколе Бентивольо, двоюродный брат Аннибале.
Капелла Бентивольо в церкви Сан Джакомо Маджоре, заложенная при Аннибале в 1445 году, была достроена при его сыне Джованни II в 1486 году.